# Finestra de Johari
La finestra de Johari és una eina de psicologia cognitiva creada pels psicòlegs Joseph Luft i Harry Ingham per il·lustrar els processos d'interacció humana. Aquest model es fa servir sovint en grups d'autoajuda i en exercicis corporatius de dinàmica de grup de manera d'heurística.
Aquest model d'anàlisi il·lustra el procés de comunicació i analitza la dinàmica de les relacions personals. Intenta explicar el flux d'informació des de dos punts de vista, l'exposició i la realimentació, la qual cosa mostra l'existència de dues fonts: els «altres» i el «jo».
La teoria s'articula mitjançant el concepte d'espai interpersonal, que està dividit en quatre àrees, definides per la informació que es transmet.
| Finestra de Johari     | Jo conec     | Jo desconec      |
| Els altres coneixen    | Àrea pública | Àrea cega        |
| Els altres desconeixen | Àrea oculta  | Àrea desconeguda |

Aquests quadrants estan permanentment interactuant entre si, per la qual cosa, si es produeix un canvi en un quadrant, aquest canvi afectarà a tots els altres.
Charles Handy anomena aquest concepte la «casa de quatre cambres de Johari». La primera cambra (àrea pública) és la part de nosaltres mateixos que els altres també veuen. La número dos (àrea cega) és el que els altres perceben però nosaltres no. La tercera (àrea oculta) és l'espai personal privat i l'última cambra (àrea desconeguda) és la part més misteriosa del subconscient o de l'inconscient que ni el subjecte ni el seu entorn aconsegueixen percebre.
Segons la teoria, la persona en qui predomina el quadrant públic o «obert» funciona de manera més harmònica i sana, car es mostra tal com és, es coneix a si mateix i no viu amb por que els altres el coneguin. Tot i que aquest punt entra en conflicte en personalitats introvertides que, sense mostrar-se tal com són, també són sanes.